# 요하난 볼라흐
요하난 볼라흐(히브리어: יוחנן וולך, Yochanan Vollach, 1945년 5월 14일~)는 이스라엘의 축구 선수, 행정가이다. 그는 1970년 FIFA 월드컵 당시 이스라엘 축구 국가대표팀의 일원으로 참가하였으며, 마카비 하이파 스포츠 클럽의 회장이자 이스라엘 해운회의소 최고경영자이기도 하였다.

## 선수 경력

### 초기 경력
키르야트비알리크에서 태어났다. 1958년 지역 클럽인 마카비 키르야트비알리크 유소년팀에 입단하면서 축구를 시작했다.
1963년 군 복무를 위해 이스라엘 방위군에 입대했고 나할 복무 과정을 통해 군 복무와 운동을 병행했다. 그는 성인 축구 첫 시즌을 선수로 뛰는 대신 훈련 등의 군사 활동에 집중했으며, 1965년 방위군 축구 선수권 대회에서 우승했다. 이후 같은 해에 그는 5천 리라의 이적료로 하포엘 하이파로 이적했고 그곳에서 본격적 선수 활동을 시작했다.